# Russ Westover
Pour les articles homonymes, voir Westover.
Russell Channing Westover est un auteur de bande dessinée américain connu pour avoir créé le comic strip humoristique à succès Tillie the Toiler, publié à partir de 1921 et sur lequel Westover a travaillé jusqu'à sa retraite en 1954.

## Adaptations au cinéma
Son comic strip Tillie the Toiler a été adapté au cinéma en 1927 et en 1941.